# Чемпіонат Європи з футболу серед жінок 1995
Чемпіонат Європи з футболу серед жінок 1995 — шостий чемпіонат Європи з футболу серед жінок, що проходив з 1993 по 1995 роки (з кваліфікаційним раундом). Фінальна гра проходила в Німеччині. Чемпіонський титул втретє завоювала збірна Німеччини, яка обіграла у фіналі збірну Швеції з рахунком 3–2.

## Формат
У відбірковому раунді 29 команд були розділені на 8 груп (деякі з 3-х, деякі з 4-х команд), переможець кожної групи кваліфікувався до чвертьфіналу змагань. Тоді, і до фіналу, команди (4 пари) грали на виліт (плей-оф) по 2 гри (на полях обох збірних, тобто кожна з команд грала на своєму (у своїй країні) та чужому (у країні суперника) полі). У фіналі була тільки одна гра, її переможець був оголошений чемпіоном.

## Результати

### Перші матчі
| 11 грудня 1994 |

| Англія | 1 – 4 | Німеччина |
| ------ | ----- | --------- |
|        |       |           |

| Вотфорд Глядачів: 800 |

| 26 лютого 1995 |

| Норвегія | 4 – 3 | Швеція |
| -------- | ----- | ------ |
|          |       |        |

| Крістіансанн Глядачів: 2,098 |

### Другі матчі
| 23 лютого 1995 |

| Німеччина | 2 – 1 | Англія |
| --------- | ----- | ------ |
|           |       |        |

| Бохум Глядачів: 7,000 |

Німеччина перемогла з рахунком 6–2 за сумою двох матчів.
| 5 березня 1995 |

| Швеція | 4 – 1 | Норвегія |
| ------ | ----- | -------- |
|        |       |          |

| Єнчепінг Глядачів: 2,147 |

Швеція перемогла з рахунком 7–5 за сумою двох матчів.

### Фінал
| 26 березня 1995 |

| Німеччина | 3–2 | Швеція |
| --------- | --- | ------ |
|           |     |        |

| «Фріц-Вальтер-Штадіон», Кайзерслаутерн Глядачів: 8,500 |